# Zakrzew (Kłobuck)
Zakrzew – integralna część miasta Kłobucka, do 1922 roku stanowił samodzielną miejscowość. Rozpościera się w rejonie ulicy Stawowej, na południowy zachód od centrum miasta.
Do końca 1922 roku wieś w gminie Kamyk. 1 stycznia 1923 włączony do Kłobucka.